# Grote Prijs Miguel Indurain 2025
De 34e editie van de Spaanse wielerwedstrijd Grote Prijs Miguel Indurain, vernoemd naar de Spaanse wielrenner Miguel Indurain, vond plaats op 5 april 2025. Titelverdediger was de Amerikaan Brandon McNulty, die deze editie niet deelnam. De koers was in 2025 iets langer dan 200 kilometer en was onderdeel van de UCI ProSeries. De wedstrijd met meer dan 3300 hoogtemeters werd gewonnen door de Belg Thibau Nys, die hiermee zijn eerste zege behaalde van het seizoen. Drie seconden later finishte de Nederlander Alex Molenaar, gevolgd door ploeggenoot van Nys Andrea Bagioli.

## Uitslag
| Plaats  | Naam                   | Ploeg                  | tijd     |
| ------- | ---------------------- | ---------------------- | -------- |
| Winnaar | Thibau Nys             | Lidl-Trek              | 4u59'54" |
| 2       | Alex Molenaar          | Caja Rural-Seguros RGA | + 3"     |
| 3       | Andrea Bagioli         | Lidl-Trek              | z.t.     |
| 4       | Guillermo Thomas Silva | Caja Rural-Seguros RGA | + 7"     |
| 5       | Alex Aranburu          | Cofidis                | z.t.     |
| 6       | Marc Hirschi           | Tudor Pro Cycling Team | z.t.     |
| 7       | Felix Großschartner    | UAE Team Emirates-XRG  | + 9"     |
| 8       | Simone Velasco         | XDS Astana Team        | z.t.     |
| 9       | Alex Baudin            | EF Education-EasyPost  | z.t.     |
| 10      | Pau Miquel             | Equipo Kern Pharma     | z.t.     |

1999 · 2000 · 2001 · 2002 · 2003 · 2004 · 2005 · 2006 · 2007 · 2008 · 2009 · 2010 · 2011 · 2012 · 2013 · 2014 · 2015 · 2016 · 2017 · 2018 · 2019 · 2020 · 2021 · 2022 · 2023 · 2024 · 2025
Ronde van Valencia ·
Ronde van Oman ·
Clásica de Almería ·
Figueira Champions Classic ·
Ronde van de Algarve ·
Ruta del Sol ·
Ardèche Classic ·
Drôme Classic ·
Kuurne-Brussel-Kuurne ·
Trofeo Laigueglia ·
Nokere Koerse ·
Milaan-Turijn ·
GP Denain ·
Bredene Koksijde Classic ·
Grote Prijs Miguel Indurain ·
Ronde van Hainan ·
Scheldeprijs ·
Brabantse Pijl ·
Ronde van de Alpen ·
Ronde van Turkije ·
Grote Prijs van de Morbihan ·
Tro Bro Léon ·
Klassiek Duinkerke-GP van de Hauts-de-France ·
Vierdaagse van Duinkerke ·
Ronde van Hongarije ·
Veenendaal-Veenendaal ·
Antwerp Port Epic ·
Boucles de la Mayenne ·
Ronde van Noorwegen ·
Ronde van Slovenië ·
Brussels Cycling Classic ·
Dwars door het Hageland ·
Mont Ventoux Dénivelé Challenge ·
Ronde van België ·
Ronde van Qinghai ·
Ronde van Wallonië ·
Ronde van Burgos ·
Arctic Race of Norway ·
Ronde van Denemarken ·
Circuit Franco-Belge ·
Ronde van Duitsland ·
Ronde van Groot-Brittannië ·
Maryland Cycling Classic ·
GP Industria & Artigianato-Larciano ·
Coppa Sabatini ·
Grote Prijs van Fourmies ·
Grote Prijs van Wallonië ·
Ronde van Luxemburg ·
Super 8 Classic ·
Ronde van Langkawi ·
Ronde van het Münsterland ·
Ronde van Emilia ·
Coppa Bernocchi ·
Ronde van de Drie Valleien ·
Ronde van Piemonte ·
Ronde van het Taihu-meer ·
Parijs-Tours ·
Ronde van Veneto ·
Japan Cup ·
Veneto Classic